# Elisha Kriis

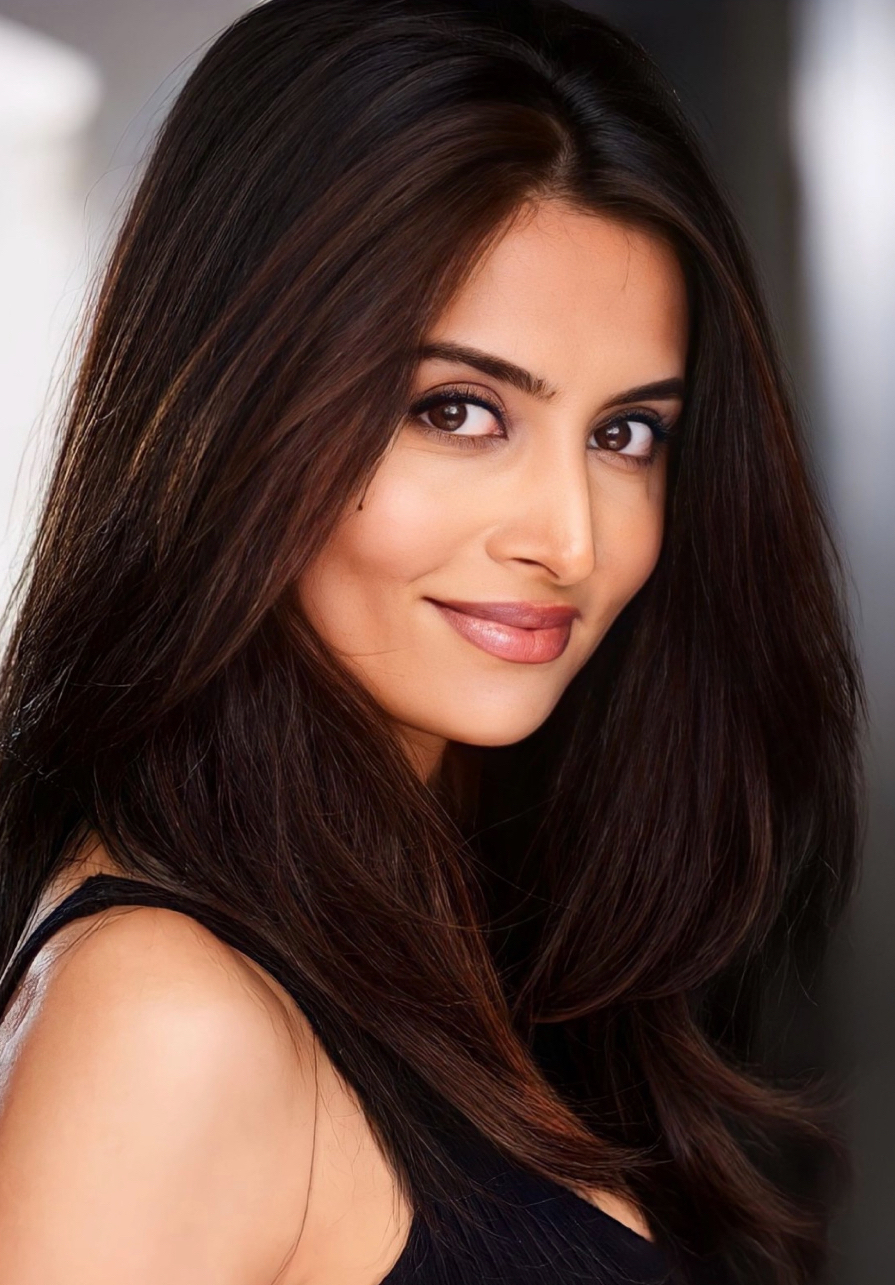
Elisha Kriis, 2022

Elisha Kriis (* 23. November 1992 in Godhra, Gujarat als Elisha Patel) ist eine indische Schauspielerin.

## Leben
Kriis wurde am 23. November 1992 in Godhra als Tochter von Bhagwati Patel Jahangir Patel geboren. Ihre Eltern arbeiteten als Richter für die Regierung im Bundesstaat Gujarat. Sie spricht fließend Hindi, Panjabi und Urdu. Sie studierte an der Maharaja Sayajirao University of Baroda und erwarb dort ihren Bachelor of Business Administration. Danach folgten Weiterbildungen in Mumbai. Vom College of the Canyons, im US-amerikanischen Bundesstaat Kalifornien, wurde sie dazu eingeladen auf der Beyond Barriers-Konferenz zur Stärkung der Frauen zu sprechen.
Seit 2011 ist Kriis als Fernseh- und Filmschauspielerin tätig. So hatte sie 2011 eine Rolle im Film RA.One – Superheld mit Herz inne. Eine größere Rolle erhielt sie 2013 im Film Wake Up India, in diesem sie eine furchtlose Reporterin darstellte, die versucht, die Wahrheit hinter einem angeblichen Vergewaltigungsskandal aufzudecken, an dem der Ministerpräsident des Staates beteiligt ist. 2015 spielte sie in der US-amerikanischen Filmproduktion Hänsel vs. Gretel die Rolle der Hexe Circa darstellte. Weitere Filmrollen folgten unter anderen 2017 in den Filmen The Recall und BorderCross, 2018 in Body of Sin, Ink & Rain und Tournament sowie 2023 im Kurzfilm Love First. Für diesen war sie zusätzlich als Regisseurin und Produzentin tätig. Zuvor sammelte sie bereits Erfahrungen als Filmproduzentin im 2015 erschienenen Film The Better Half, 2021 im Kurzfilm Highway Nights sowie in der Dokumentation The Fruit of Life.

## Filmografie (Auswahl)

### Schauspiel
- 2011: XP Guide (Fernsehserie)
- 2011: RA.One – Superheld mit Herz (RA.One)
- 2013: Zanjeer
- 2013: Wake Up India
- 2015: Hänsel vs. Gretel (Hansel vs. Gretel)
- 2015: Under Cover (Fernsehserie)
- 2017: The Recall
- 2017: The Twisted Doll (Kurzfilm)
- 2017: BorderCross
- 2018: Body of Sin
- 2018: Ink & Rain
- 2018: Tournament
- 2023: Love First (Kurzfilm)

### Filmschaffende
- 2015: The Better Half (Produktion)
- 2021: Highway Nights (Kurzfilm; Produktion)
- 2022: The Fruit of Life (Dokumentation; Produktion und Regie)
- 2023: Love First (Kurzfilm; Produktion und Regie)